# Le Poète (Connelly)
Pour les articles homonymes, voir Le Poète.
Le Poète (titre original : The Poet) est un roman policier de Michael Connelly, publié en 1996 aux États-Unis. La traduction française, signée Jean Esch, paraît le 6 mai 1997 aux éditions du Seuil dans la collection « Seuil policiers ».

## Résumé
Jack McEvoy, chroniqueur policier au Rocky Mountain News, quotidien de Denver (Colorado) relate les circonstances du suicide supposé de son frère jumeau, Sean, policier apparemment profondément affecté par une enquête sur l'assassinat d'une étudiante dont le corps a été retrouvé coupé en deux et dont il avait la charge. 
Jack McEvoy finit par se persuader que le prétendu suicide de son frère est en réalité un meurtre maquillé, et découvre que d'autres policiers se sont auparavant prétendument suicidés dans des circonstances comparables, laissant un message d'adieu succinct en une phrase extraite de poèmes d'Edgar Allan Poe.
En quête d'informations sur les « suicides » précédents, il parvient à accéder à une base de données surveillée par le FBI mais est repéré à cause d'une imprudence de son informateur ; il rencontre alors Rachel Walling, enquêtrice du FBI travaillant sur cette affaire au sein d'une cellule confidentielle.
Refusant d'abandonner l'enquête et menaçant de publier tout ce qu'il sait dans son journal, ce qui entraverait le travail du FBI, McEvoy conclut un arrangement avec le supérieur de Walling, Robert Backus, qui lui permet de suivre de près l'enquête du FBI avec la promesse d'une exclusivité pour son journal, en échange de la non-divulgation prématurée des informations sensibles sur les pistes suivies au cours de l'enquête.
Alors que l'on suit en parallèle l'arrestation de William Gladden, membre d'un réseau clandestin de pédophiles, il apparaît pour les enquêteurs du FBI que Gladen est leur homme et qu'il commet à chaque fois un premier meurtre impliquant le plus souvent des enfants ou des personnes qui en côtoient, simple « prétexte » afin d'atteindre sa véritable cible, à savoir les enquêteurs chargés des premiers meurtres. Ayant côtoyé en prison un autre pédophile qui agissait en hypnotisant ses jeunes victimes, Gladen aurait appris grâce à lui des techniques d'hypnose et s'en servirait sur les enquêteurs afin de simuler un suicide.
William Gladden finit par être mis hors d'état de nuire au cours d'une opération dans laquelle un des agents du FBI est tué.
Cependant, en voulant éclaircir certains éléments qui lui paraissent toujours suspects, Mc Evoy commence à douter de l'identité du Poète : Gladden est mort, les membres de son réseau pédophile en passe d'être arrêtés, mais peut-être n'y avait-il pas qu'un seul meurtrier, peut-être a-t-il côtoyé le Mal d'encore plus près que ce qu'il croyait…

## Éditions
Édition originale imprimée en anglais
- (en) Michael Connelly, The Poet, Boston, Little, Brown and Company, janvier 1996, 434 p. (ISBN 0-316-15398-2, LCCN 95021896)

Éditions imprimées en français
- Michael Connelly (trad. de l'anglais par Jean Esch), Le Poète [« The Poet »], Paris, Éditions du Seuil, coll. « Seuil policiers », 6 mai 1997, 477 p. (ISBN 2-02-028533-9, BNF 35869208)
- Michael Connelly (trad. de l'anglais par Jean Esch), Le Poète [« The Poet »], Paris, Éditions du Seuil, coll. « Points » (no 534), 1998, 541 p. (ISBN 2-02-034567-6, BNF 36706854)

Livre audio en français
- Michael Connelly (trad. de l'anglais par Jean Esch), Le Poète [« The Poet »], Paris, Livraphone, 2006 (EAN 3358950001019, BNF 40104032)Narrateur : Éric Herson-Macarel ; support : 2 disques compacts audio MP3 ; durée : 16 h 25 min environ ; référence éditeur : Livraphone 466M.

## Réapparition des personnages
Jack McEvoy sera le héros d'un nouveau roman, L'Épouvantail, publié en 2009, dans lequel on retrouvera également le personnage de Rachel Walling.
Entre-temps, Jack McEvoy fera des apparitions :
- en 2001, dans L'Oiseau des ténèbres, dont les héros sont Harry Bosch (héros de la principale série romanesque de Michel Connelly) et Terry McCaleb (précédemment apparu dans Créance de sang ;
- en 2004, dans Los Angeles River, dixième roman de la série « Harry Bosch », dans lequel apparaissent également les personnages de Terry McCaleb et Rachel Walling ;
- en 2008, dans Le Verdict de plomb, second roman de la série mettant en scène l'avocat Mickey Haller (demi-frère de Harry Bosch, lequel apparaît aussi dans ce roman).

Rachel Walling réapparaîtra :
- en 2004, dans Los Angeles River (voir ci-dessus) ;
- en 2006, dans Echo Park, 12e roman de la série « Harry Bosch » ;
- en 2007, dans À genoux, 13e roman de la série « Harry Bosch » ;
- en 2009, dans L'Épouvantail (voir-ci-dessus) ;
- en 2010, dans Volte-face, 3e roman de la série « Mickey Haller », dans lequel est également présent le personnage de Harry Bosch.

## Prix et distinctions
- Prix Anthony 1997 du meilleur roman[1]
- Prix Mystère de la critique 1998[2]